# Sositeo
Sositeo di Alessandria nella Troade (Alessandria nella Troade, ... – dopo il 280 a.C.?) è stato un poeta greco antico, vissuto nella prima metà del III secolo a.C. tra Atene, Siracusa e Alessandria.

## Biografia
Visto che Suda lo chiama anche "siracusano", si congettura che appartenesse al circolo letterario alla corte di Gerone II.

Ateneo e Igino, inoltre, lo definiscono rispettivamente "tragediografo" e tragoediarum scriptor.

Probabilmente risiedette per qualche tempo ad Atene, in quanto Diogene Laerzio ci dice che attaccò lo stoico Cleante in un dramma, per cui fu sonoramente fischiato dal pubblico e costretto a scusarsi con il filosofo: proprio quest'ultimo fatto induce a credere che il verso non facesse parte di un intero dramma incentrato sulla derisione di Cleante, ma fosse un attacco isolato, inserito in un'opera di argomento diverso.. Da un epigramma di Dioscoride sembrerebbe, infine, che fosse stato sepolto proprio ad Atene.

## Opere
Secondo un epigramma di Dioscoride sarebbe stato restauratore dell'antico dramma satiresco nella sua forma originale: 
un altro dei miei fratelli fa con Sofocle,
io, Scirto barbarossa; infatti quell'uomo cinse degnamente l'edera

– sì, per i cori! – dei Satiri fliasii

e condusse me, ormai allevato in nuovi costumi,

alla memoria patria, restaurando gli antichi usi,

e di nuovo introdusse con impeto nella Musa dorica

il ritmo maschio, e trascinato al suono di una voce potente

……. rinnovato

dal genio spericolato di Sositeo»
(trad. A. D'Andria)
In tale ambito, resta un notevole frammento del suo dramma pastorale Daphnis o Lityerses, in cui il pastore siciliano, alla ricerca del suo amore Pimplea, viene connesso con il mietitore frigio figlio di Mida, che uccideva tutti coloro che, senza successo, gareggiavano con lui nella mietitura del grano. Eracle venne in aiuto di Dafni e uccise Lityerses. Resta anche un breve frammento dalla tragedia Aetlio - probabilmente il primo re dell'Elide, padre di Endimione.
(M. Arsetti, Dioscoride. Epigrammi. Introduzione, traduzione e commento, Università di Pisa, Scuola di Dottorato in Discipline Umanistiche, a.a. 2013/2014, p. 221.)
Per quest'attività, Sositeo fu annoverato tra i sette poeti tragici, indicati dai grammatici antichi con il nome di Pleiade, i quali, in epoca alessandrina, alla corte di Tolomeo II Filadelfo (285-247 a.C.), tentarono di rinnovare la tragedia, dandole un carattere prevalentemente letterario.